# 니노 세루티
니노 세루티(Nino Cerruti, 1930년 9월 25일~2022년 1월 15일)는 이탈리아의 패션 디자이너, 기업인이다. 2022년 1월 15일, 고관절 수술로 인한 합병증(complications of hip surgery)으로 사망했다.